# Pavol Polievka
Pavol Polievka, né le 6 janvier 1969, est un coureur cycliste slovaque.

## Biographie
Pavol Polievka commence sa carrière en 2006 avec l'équipe continentale slovaque Dukla Trenčín. Au cours de la saison 2008, il termine troisième au classement général du Tour de Libye. L'année suivante, il termine deuxième du championnat de Slovaquie du contre-la-montre et sixième du championnat du monde du contre-la-montre militaires. En 2010, il est de nouveau vice-champion national du contre-la-montre et en 2011, il remporte le titre à l'âge de 42 ans.
En 2012, il décroche la seule victoire internationale de sa carrière en remportant la dernière étape du Grand Prix Chantal Biya. En octobre 2012, il est provisoirement suspendu après un contrôle antidopage positif lors du Tour du Cameroun 2012. En avril 2013, il est suspendu pour quatre ans par la Fédération slovaque de cyclisme pour usage de substances illégales, ce qui met fin à sa carrière sportive. 

## Palmarès et classements mondiaux

### Palmarès
- 2008
  - 3e du Tour de Libye
- 2009
  - 2e du championnat de Slovaquie du contre-la-montre
  - 6e du championnat du monde du contre-la-montre militaires
- 2010
  - 2e du championnat de Slovaquie du contre-la-montre
  - 3e du Grand Prix Hydraulika Mikolasek
- 2011
  -  Champion de Slovaquie du contre-la-montre
- 2012
  - 4e étape du Grand Prix Chantal Biya
  - 3e du Grand Prix Chantal Biya

### Classements mondiaux
| Année           | 2008 | 2009  | 2010 | 2011  | 2012 | 2013 |
| --------------- | ---- | ----- | ---- | ----- | ---- | ---- |
| UCI Africa Tour | 93e  |       |      |       |      | 64e  |
| UCI Europe Tour |      | 1066e | 585e | 1125e |      |      |